# Никитин, Михаил Викторович
Михаил Викторович Никитин (1899—1974) — начальник Главного управления государственной съёмки и картографии НКВД СССР, майор (1936).

## Биография
Родился в еврейской семье рабочего-мясника. В РКП(б) с марта 1919 (член РКСМ в 1918—1919). Образование: 3 класса еврейского училища в Николаеве; Институт народного хозяйства в Киеве (1927, экстерном); аспирантура научно-исследовательской кафедры марксизма-ленинизма при Всеукраинской академии наук с ноября 1926 по июнь 1928.
Курьер экспортной конторы Липавского в Николаеве с июня 1910 по май 1911, курьер товарной станции в Николаеве с мая 1911 по июнь 1913. Ученик слесаря на заводе Дудника в Николаеве с июня 1913 по май 1914, накрывальщик и подручный слесаря на судостроительном заводе «Наваль» в Николаеве с мая 1914 по апрель 1916, слесарь на заводе «Гена» в Одессе с апреля 1916 по октябрь 1916, слесарь на военном заводе «Перун» в Николаеве с октября 1916 по декабрь 1917, слесарь на конфетной фабрике Кантора и К° в Николаеве с января 1918 по февраль 1919.
В РККА c февраля 1919, рядовой 3-го Украинского и 4-го Железнодорожного дивизионов 12-й армии с марта 1919 по апрель 1920. Политический работник Николаевского политпросветкомиссариата политического отделения Правобережной группы войск Южного фронта с апреля 1920 по январь 1921. Инструктор Кузнецкого райкома Николаевского горкома КП(б)У с января по апрель 1921. Преподаватель, секретарь ячейки РКП(б) 47-х пехотных курсов РККА в Николаеве с апреля 1921 по март 1922. Преподаватель, секретарь ячейки РКП(б) 64-х пехотных курсов РККА в Феодосии с марта по ноябрь 1922. Преподаватель политической грамоты и обществоведения 4-й артиллерийской школы РККА в Севастополе с ноября 1922 по январь 19223. Помощник начальника 1-х кавалерийских курсов РККА, начальник учебной части в Симферополе с января по май 1923. Преподаватель артиллерийской школы РККА в Киеве с июля по август 1923. Заведующий агитационно-пропагандистским отделом Шулявского райкома Киевского горкома КП(б)У с августа 1923 по ноябрь 1924. Секретарь партколлектива Высшей объединённой военной школы РККА в Киеве с ноября 1924 по ноябрь 1926. Заведующий агитационно-пропагандистским отделом Январского райкома Киевского горкома КП(б)У с июня 1928 по май 1930. Заместитель директора НИИ промэнергетики по научной части в Киеве с мая 1930 по декабрь 1931. Заместитель директора НИИ энергетики и электрификации по научной части с декабря 1931 по февраль 1932. Инструктор московского комитета ВКП(б) с февраля 1932 по октябрь 1934.
В органах НКВД секретарь парткома Строительства канала Москва—Волга НКВД с ноября 1934 по июль 1937. Начальник Главного управления государственной съёмки и картографии НКВД СССР с 1 августа 1937 по 23 сентября 1938, затем начальник Главного управления геодезии и картографии при СНК СССР до апреля 1939.
Заместитель начальника Главнефтесбыта Наркомата нефтяной промышленности СССР с апреля 1939 до ноября 1940. Управляющий трестом «Газгольдерстрой» в Москве с ноября 1940 по июль 1941. Заместитель начальника 23-го управления оборонстроя на Юго-Западном фронте с июля 1941 по апрель 1942. Военком, начальник политического отдела 24-го управления оборонстроя на Сталинградском, 2-м Украинском фронтах с апреля 1942 по август 1944. Начальник политического отдела 71-й моторизованной инженерной бригады 3-й гвардейской танковой армии с августа 1944 по апрель 1946. Не работал, проживая в Москве с мая по август 1946. Начальник транспортного отдела Главшахтлеса Министерства угольной промышленности на Восточных районах СССР с августа 1946 по ноябрь 1947.
В органах МВД начальник строительства района Севводстроя МВД в Краснополянском районе Московской области с декабря 1947 по сентябрь 1948. Начальник отделения производственно-технического отдела Главгидростроя МВД СССР с сентября 1948 по май 1949. Начальник отдела подготовки кадров Волгодонстроя МВД с мая 1949 по сентябрь 1952. Начальник отдела труда, зарплаты и рабочих кадров Главгидроволгобалтстроя МВД в городе Вытегра с сентября 1952 по июнь 1953.
Не работал, находясь в Москве, с июня по август 1953. Старший научный сотрудник Всесоюзного НИИ угольной промышленности в городе Люберцы с августа 1953 по январь 1955. Не работал в Москве с января 1955 по октябрь 1957. Преподаватель политэкономии Московского института инженеров геодезии, аэрофотосъёмки и картографии с октября 1957, с июня 1961 доцент, работал по сентябрь 1966. Пенсионер с сентября 1966, проживал в Москве.

### Звания
- Майор.

### Награды
- орден Красного Знамени;
- орден Отечественной войны 1-й степени;
- орден Трудового Красного Знамени;
- орден «Знак Почёта»;
- орден Красной Звезды;
- 11 медалей.